# Noroeste (Camarões)
Noroeste (em francês:  Nord-Ouest; em inglês:  Northwest) é uma região dos Camarões, cuja capital é a cidade de Bamenda. Sua população em 2005 era 1 728 953 habitantes.

## Departamentos
Lista dos departamentos da província com suas respectivas capitais entre parênteses:
- Boyo (Fundong)
- Bui (Kumbo)
- Donga-Mantung (Nkambé)
- Menchum (Wum)
- Mezam (Bamenda)
- Momo (Mbengwi)
- Ngo-Ketunjia (Ndop)

## Demografia
| 1976    | 1987      | 2005      |
| 980 531 | 1 237 348 | 1 728 953 |